# 타이베이 엘리트 SC
타이베이 엘리트 SC는 대만의 수도 타이베이시를 연고로 하는 축구단으로 현재 대만 세컨드 디비전 풋볼 리그에 참가 중이다.

## 구단 역사
2021년 잔이그룹이 타이베이 레드 라이온즈 FC를 인수하면서 구단을 새로 창단했으며 2024 시즌을 앞두고 팀명을 타이베이 엘리트 SC로 변경했다.